# Масуда, Канэсити
Канэсити Масуда (яп. 增田甲子七 Канэсити Масуда,  4 октября 1898, Сакакита, префектура Нагано, Японская империя — 21 декабря 1985) — японский государственный деятель, главный секретарь кабинета министров (1949—1950), директор Управления национальной обороны Японии (1966—1968).

## Биография
В 1919 г. окончил Университет Васэда, в 1922 г. — Британский Императорский юридический колледж при Киотском Имперском университете.
Начал карьеру в аппарате министерства внутренних дел.
В 1945—1946 гг. — губернатор Фукусимы, в 1946—1947 гг. — главный комиссар Хоккайдо.
В 1947—1979 гг. — депутат Палаты представителей от Либеральной партии, затем — от ЛДП.
В послевоенные годы неоднократно входил в состав правительства страны:
- 1946—1947 гг. — министр транспорта,
- 1948—1949 гг. — министр труда,
- 1949—1950 гг. — генеральный секретарь кабинета министров Японии,
- 1950—1951 гг. — секретарь Агентства по развитию Хоккайдо,
- 1966—1968 гг. — директор Управления национальной обороны Японии.

Секретарь Либерально-демократическая партии (1951—1952). Также занимал пост президента департамента политических исследований Либеральной партии Японии.
Трагически погиб в собственном доме во время пожара.